# Туке-Пари Плаж
Льо Туке-Пари-Плаж (на френски: Le Touquet-Paris-Plage) е град в северна Франция, департамент Па-дьо-Кале, регион О-дьо-Франс. Намира се на Опаловия бряг, на юг от Булон-сюр-Мер, на Ла Манша и на устието на река Канш. Този морски курорт от 4285 местни жители посреща до 250 000 гости през лятото. Обикновено е наричан „Северния Аркашон“, „Градината на Ламанша“, „Перлата на Опаловия бряг“, „Спортния рай“ или „Курорт на четири сезона“. Обширната гора, архитектурното наследство в англо-нормандски стил и 21 сгради – защитени исторически паметници го правят един от най-известните френски курорти.
Курортът е наречен Пари-Плаж през 1882 г. и дължи своето име на Иполит Вилемесан, главен редактор на вестник „Фигаро“. За създаването и развитието му принос имат още двама души – французинът Алфонс Далоз и британецът Джон Уитлил. Придобива статут на община на 28 март 1912 г.

## География

### Местоположение
Льо Туке е географското название на точката, разположена на десния бряг на устието на река Канш, на брега на Па дьо Кале, на 20 км южно от Булон-сюр-Мер. Льо Туке-Пари-Плаж е на 49 км от Абвил, на 87 км от Арас и на 103 км от регионалния център Лил. Общината се намира на Опаловия бряг, наречен така заради цвета, който се появява от отблясъците на залязващото слънце върху морето.

### Геология, релеф и хидрография
Територията на града обхваща ивица от дюни с нарязан релеф, който достига до 36 метра и следкрайбрежна зона, формирана от депресии (с наличие на блатна вода на височина 4 метра от нивото на Мейвилаж), малки равнини („Зелената равнина“ на югоизток, „Заешкия рай“ на юг и други) и малки дюни (които достигат до 42 м и 36 м на изток, до 26 м на югозапад и 26 м на североизток). Летището и хиподрумът се намират върху дълга ивица по протежението на устието на река Канш на височина 4 – 5 метра. Повърхностният почвен слой е съставен от фин пясък или плодородна земя. Сеизмичният риск е минимален върху цялата територия на общината.

### Климат
Климатът на Туке-Пари-Плаж е океански. Най-използваната метеорологична станция за наблюдение в Туке-Пари-Плаж е тази на Абвил. Метеорологични данни за Туке-Пари-Плаж в интервала от 1981 до 2010: средната минимална температура от този период е 8 °C. Средната максимална температура за същия период е 14 °C. Средната годишна температура е 11 °C.

## Пътища и транспорт

### Автомобилни пътища
Градът е разположен на окръжен път D939 водещ към Монтрьой и Арас. Този път пресича в Етапл (съседен град на Туке) пътят D940, който следва крайбрежната ивица от Кале на север до Берк на юг. На автомагистрала А16, изход номер 26, води град Етапл (идвайки от Париж, разстоянието е 2:30 часа и 1:20 часа идвайки от Дюнкерк).

### Железопътен транспорт
Центърът на града е свързан с автобусен транспорт до гарата на Етапл, която е разположена на оста Париж-Амиен-Булон и е обслужвана от различните видове влакове на държавните железници.

### Въздушен транспорт
Летището в Туке е построено през 1936 г. От 1948 до 1958 г. компанията Silver City осигурява въздушен мост между летищата Туке и Лид в Англия. Така летището от 1953 става третото по големина във Франция след Орли-Льо-Бурже и Марсилия. През 2012 г. то е използвано главно за частни полети, за международни полети – Франция и Обединеното кралство и от тур оператори към ваканционни дестинации.

### Градски транспорт
От пролетта на 2005 година, общината изгражда електрически транспорт (по регулярни линии) през почивните дни, празничните дни и училищните ваканции за всички общински зони. Тези електрически превозни средства преминават през курорта и позволяват придвижването без да се използва лек автомобил. Създадени са паркинги с цел да се улесни паркирането, което обаче е платено за 88% от местата (180 места са безплатни в центъра на града). Паркирането на търговските улици е безплатно през първия час, а паркирането в останалата част на града не се заплаща само през почивните дни, празниците и по време на училищните ваканции. Градът се обслужва от автобусна линия Булон-Берг от мрежата Oscar (автобуси на окръг Па-дьо-Кале), която също осигурява автобусния транспорт до гарата.

## История
През 1837 г., нотариусът Алфонсо Жан-Батист Далоз придобива имението Туке, разположено сред дюни около устието на река Канш. Там той засажда борове и други видове дървета и така залесеният имот предлага в края на века идеално място, съчетаващо море и гора. Това вдъхновява главният редактор на вестник Фигаро и приятел на нотариуса – Иполит дьо Вилмесан да предаде ново предназначение на това място и го нарича с атрактивното име Пари-Плаж. В началото на 20 в. започва урбанизацията на курорта и активни дейности за развитие на хотелиерството. Силно британско присъствие бележи напредъка и развитието на Туке. От тогава Туке придобива световна известност. Периодът между двете световни войни отбелязва преминаването на морския курорт в по-светски град, посветен на спорта и изяществото. През 1932 когато се чества 50 годишнина на Туке, вече може да се види напълно развит и подреден град. Съвкупността от природни дадености и добър архитектурен вкус формират идентичността на Туке.

## Политика и администрация

### Политически тенденции
В един регион, в който мажоритарно се гласува за леви партии, избирателите на община Льо Туке-Пари-Плаж традиционно гласуват за десни партии. На президентските избори през 2012 година избирателите са гласували със 78% за Никола Саркози срещу 22% за Франсоа Оланд. За тези президентски избори процента на участие е значително висок.

### Административно разположение
От административна гледна точка Льо Туке-Пари-Плаж е община разположена в региона О-дьо-Франс в окръг Па-дьо-Кале. В околия Монтрьой общината е обединена с 46 други общини в агломерационна общност Дьо-Бе ан Монтрьойуа (Deux Baies en Montreuillois). Общината е част от кантона Етапл заедно с 14 други общини.

### Общинска администрация
Броят на жителите на общината варира между 5000 и 10 000. Общинският съвет е съставен от 29 членове – кмет, 8 помощници, 14 съветници от общинското мнозинство и 6 съветници избрани от опозицията.

## Политика за развитието на околната среда
Зелените площи на Туке представляват 26 хектара паркове, площади и градини, 15 хектара тревни площи по продължението на улиците, 10 хектара градини пред общински сгради, 58 хектара спортни терени. След 2000 година тези зелени площи са развити и е подобрена растителността край брега на морето.

## Население и общество

### Демография
През 2009 година Льо Туке-Пари-Плаж наброява 4785 жители като това е 10% значително намаление в сравнение с 1999 година. През 2009 г. общината заема 2106 място в национален план докато през 1999 е била на 1763 място. Броят на населението е било най-високо през 1990 година с 5596 жители. През 2015 общината наброява 4285 жители като се наблюдава намаление от 4,67% в сравнение с 2010 година. През лятото общината посреща до 250 000 курортисти.

### Възрастова пирамида
Населението на общината е относително застаряващо. Делът на жителите на възраст над 60 години е 40,2%, който е по-висок от националния – 21,6% и този на департамента – 19,8%. Разпределението на населението в общината по възраст през 2007 е следното:
44,7% мъже (0 – 14 години =10,4 %, 15 – 29 години = 19,2 %, 30 – 44 години = 13,9 %, 45 – 59 години = 22,4 %, над 60 години= 34,1 %);
55,3 % жени (0 – 14 години = 7,3 %, 15 – 29 години = 14 %, 30 – 44 години = 12,5 %, 45 – 59 години = 21 %, над 60 години = 45,1 %).

## Образование
В града има две общински училища – детска градина и начално училище, които при започването на учебните занятия през 2011 са наброявали 452 ученици. В Туке има и частно католическо училище – Основно училище „Жана д`Арк“.

## Културни и фестивални прояви
Общината е място на различни културни и фестивални прояви в продължение на цялата година, като по този начин бива квалифицирана като „Курорта на четирите сезона“. В края на март всяка година в Конгресния център се провежда международен фестивал (Festival International du Grand Reportage d'Actualité et Documentaire de Société). Сред събитията свързани с Празника на музиката през юни е „Тукеаската нощ“, основана през 2008 година – вечер насред улицата, която посреща различни диджеи до ранните утринни часове през месец август. Международният музикален фестивал се организира от 1976 година насам. През 2009 година се основава и фестивалът „Подлудяващо пиано – Пианото навсякъде в града“. Всяка трета неделя в месеца от април до ноември се организира събиране на колекция ретро автомобили. От 1908 до 1991 г. и от 2012 г. насам „Фестивалът на цветята“ е кулминационният завършек на летния период.

## Здравеопазване
Жителите на Туке се ползват от услугите на болничния център на околия Монтрой, който се намира в Ранг-дьо-Флие. Това лечебно заведение е създадено през 1980 година и се разширява през 2009 година. Разполага с 900 легла и места. Съществува и една частна клиника в Льо Туке – сграда за възстановяване и отдих. Има и лечебно заведение за морско лечение (таласотерапия), което е свързано с верига хотели. Намира се на брега на морето и използва морската вода и йодирания въздух.

## Спорт

### Колективни спортове
Льо Туке Атлетик Клуб е футболен клуб създаден през 1905 година. През сезона 1988 – 1989 взима участие във Френския футболен шампионат.
Льо Туке Хокей Клуб – клуб за хокей на трева през 2006 година става национален шампион на Франция. През септември 2006 година взима участие в международния турнир в Ню Йорк. През 2012 година теренът за хокей е използван за подготовката на много отбори за Олимпийските игри в Лондон.
Льо Туке Атлетик Клуб Ръгби – клубът тренира множество отбори по ръгби за мъже и жени, младша и старша възраст.
Женският волейболен отбор достига национално участие през сезона 2006 – 2007 година.

### Индивидуални спортове
Повече от 50 дни в хиподрума на Канш, който се намира в Туке-Пари-Плаж, се провеждат конни състезания. Хиподрумът е свързан и с конен център, който разполага с многобройни конни оборудвания и съоръжения.
В Льо Туке-Пари-Плаж се намира един от най-големите голф комплекси във Франция. Той е третият голф център построен във Франция и открит през 1904 г. от Лорд Балфур (британски министър-председател).
Тенис центъра е четвъртият тенис комплекс във Франция по брой на тенис кортове. Всяка година там се провежда европейския финал на младежкия турнир на купа Дейвис, където се изявяват бъдещите шампиони на световно ниво.

### Морски спортове
Клуб Блерио – каране на сърф по пясъчната ивица с платно и колела, дълго време е ръководен от Бернар Ламбер трикратен световен шампион по този спорт. Този клуб продължава да организира международни състезания.
През септември 2009 са организирани състезания по кайтсърфинг за световната купа.

## Икономика

### Доходи на населението
През 2011 година средният доход на домакинство е 31 178 евро, което класира Льо Туке-Пари-Плаж на 13 732 място сред 31 886 общини.

### Заетост
Ситуацията в Льо Туке-Пари-Плаж е особена, тъй като населението е предимно в пенсионна възраст (44,7%). Разпределение на заетостта (данни от 2008): Селско стопанство – 0,9%, Промишленост – 4,2%, Строителство – 5,6%, Търговия, транспорт и обслужване – 61,1%, Администрация, образование, здравеопазване и социални дейности – 27,2%. През 2008 година делът на безработицата е 11%, докато през 1999 е бил 13,6%.

## Гастрономия
Сладкарницата „О Шат Бльо“ е основана през 1912 година и нейните сладкарски изделия са едни от специалитетите на града. „Рат дьо Туке“ е търговска марка на традиционен френски сорт картофи, които се отглеждат на Опаловия бряг. Също така градът е известен с прочутата си рибна супа, създадена през 1960 година и с местната си бира „Тукетоаз“.

## Забележителности
Льо Туке-Пари-Плаж притежава около стотина сгради включени в архитектурното наследство на Франция, от които около 70 са частни вили. Те са строени през 20-те години на минали век и заради тяхната оригинална архитектура будят исторически и артистичен интерес. Общинските сгради, които са гордост на града са Кметството, Покрития пазар и Фарът на Канш.
- Вила "Валон"
- Вила "Свети Августин"
- Казино
- Църква "Света Жана д'Арк"
- Плаж
- Изглед към града от дюните
- Хотел "Уестминстър"
- Улица